# 李衍 (景泰進士)
李衍（1421年—1494年），字文盛，直隸隆慶州人，民籍，明朝政治人物。同進士出身。

## 生平
正統十二年丁卯科順天府鄉試第十一名。景泰二年（1451年）辛未科會試第一百九名，殿試登進士第三甲第七十七名。成化二十一年（1485年）升任為戶部尚書，成化二十三年（1487年）申請提早退休，弘治七年（1494年）病卒，享年七十三歲。

## 家族
曾祖李義。祖父李均美。父亲李亨。